# کیلدر، نورث‌آمبرلند
کیلدر (به انگلیسی: Kielder) یک روستا و محله مدنی در بریتانیا است که در نورث‌آمبرلند واقع شده‌است. کیلدر ۲۱۸ نفر جمعیت دارد.